# Philogenia terraba
Philogenia terraba – gatunek ważki z rodziny Philogeniidae. Występuje na terenie Ameryki Środkowej.